# Manayunk
Manayunk ist eine Nachbarschaft im Bezirk Lower Northwest von Philadelphia, Pennsylvania, in der Nähe von Roxborough und Wissahickon und am Ufer des Schuylkill River. Der Name kommt aus der Sprache der Lenape. In Briefen zwischen William Penn und dem Stamm wurde der Fluss Manaiung genannt, was so viel heißt wie Platz zum Trinken. 
Im Jahr 2010 hatte der Ort 5913 Bewohner, 2767 Haushalte und 769 Familien, über 90 % Weiße. Die meisten stammen aus Italien, Irland, Polen und Deutschland, sodass zugehörige katholische und protestantische Kirchengemeinden bestehen.

## Geschichte
Manayunk Borough gehörte erst zu Roxborough Township, Philadelphia County. Der Gründervater William Penn erstand das Gebiet 1685–1686 und übergab es an die Familie Wigard Leverings, die 1716 wiederum einen großen Teil an den Sohn Jacob übergab. Er baute das erste Haus in Manayunk, das zuerst unter dem Namen Flat Rock bekannt wurde, weil ein besonderer flacher Felsen auf der tieferen Seite der Flussbrücke lag. 1824 stimmten die Bewohner für den heutigen Namen. Die Siedlung erhielt bis 1818 durch private Investition einen Damm, Kanal und Schleusen, um die Kohlegebiete im Norden mit den Häfen in Philadelphia zu verbinden. Die Navigation Company wollte die große Wasserkraft für Mühlen und Fabriken nutzen und betrieb 1819 die erste Mühle. Daraus entstand bis in den 1830er Jahren eine bedeutende Textilindustrie mit allerdings schlechten sozialen Zuständen. Daher trug es den Namen „Manchester Amerikas“. Hier entstand eine im historischen Vergleich frühe Streikbewegung der USA.
Der deutsche Geistliche C. Vancleaf führte 1827 einen Zensus durch und zählte 147 Familien, 550 männliche Personen, 548 weibliche, zusammen 1098 Einwohner. 1854 wurde der Ort nach Philadelphia eingemeindet. Er blieb ein Industrieort bis in die 1980er Jahre, als die Textilbranche zusammenbrach.
Der Manayunk Main Street Historic District und die James Dobson School stehen seit 1982 im National Register of Historic Places.

## Einzelbelege
1. ↑  Manayunk near Philadelphia. Abgerufen am 5. Dezember 2022.
2. ↑  Philip Y. Nicholson: <Geschichte der Arbeiterbewegung in den USA, Berlin 2006, S. 88 f.
3. ↑  Manayunk: Then + Now. Abgerufen am 4. Dezember 2022 (englisch).
4. ↑  National Register Information System. In: National Register of Historic Places. National Park Service, abgerufen am 9. Juli 2010 (englisch).